# Wildcat Falls
Wildcat Falls é uma  cachoeira localizada no  Parque Nacional de Yosemite. A cachoeira compreende sete quedas de água distintas, com uma altura total de 192 m, sendo que a principal queda tem 73 m.